# 인 (유교)
인(仁)은 유교에서 인간성, 즉 인간을 인간답게 하는 본질이라고 보는 인간의 덕성으로 또한 유교 윤리의 최고 덕목이다.
인(仁)의 원래 뜻은 남자다움이라든가 풍채가 훌륭하다든가 하는 것이었으나 예를 실천하는 인간의 주체성 속에서 인간다움, 즉 인간을 인간답게 하는 덕성을 발견한 공자가 그 덕성을 인(仁)이라고 부른 뒤부터 특별한 의미를 지니게 되었다. 공자는 또한, 효도와 공경이 인을 실천하는 근본이라고 하였다.
맹자는 또한 이 인(仁)이라는 덕성은 우주의 주재자인 천(天)이 인간의 마음 속에 선천적으로 깃들어져서 이루어진 것으로 생각하고 천(天)의 신앙과 결부시켜 인간의 행동에 의미를 부여하려고 시도했다. 맹자의 이러한 인(仁)의 사상 또는 성선설에서 볼 수 있는, 초월자 또는 초월적 원리로서의 천(天)과 인간의 덕성이 관계를 맺는 사고방식은 결국 유교사상의 전통이 되었다.
주자는 초월적 원리를 이(理)라고 하여 인격적 요소를 배제했지만, 이(理)가 인간을 비롯한 만물 속에도 깃들어 성(性: 본성, 본연의 모습)이 되었다고 생각하였다. 이에 따라 주자는 이 성(性)을 실현하는 것을 실천의 목표로 삼았다.

## '인'과 인명
인희 (仁喜), 인아 (仁雅), 인영 (仁英), 인경 (仁慶) 등의 이름은 '인'의 덕목을 본받으라는 뜻에서 '인' 자를 넣는다. 남녀 공용이다.

## '인'과 지명
과거에 사용했던 회인군 (懷仁郡)이나 비인군 (庇仁郡)은 물론 현재의 인천광역시 (仁川廣域市)나 용인시 (龍仁市) 등 많은 지명에 유교의 덕목인 '인' (仁) 자를 쓰고 있다.

## 같이 보기
- 아가페
- 공자의 제자
- 우분투 (사상)

## 참고 문헌
- 이 문서에는 다음커뮤니케이션(현 카카오)에서 GFDL 또는 CC-SA 라이선스로 배포한 글로벌 세계대백과사전의 내용을 기초로 작성된 글이 포함되어 있습니다.